# Robert Mensah
Robert Mensah (Cape Coast, 7 marzo 1942 – Tema, 2 novembre 1971) è stato un calciatore ghanese, di ruolo portiere.

## Biografia
La sua ultima partita con la nazionale del Ghana fu il 28 ottobre 1971 contro il Togo.
Morì all'età di 32 anni, un paio di giorni dopo esser stato accoltellato in un bar a Tema il 2 novembre 1971.

## Palmarès

### Club

#### Competizioni nazionali
- Campionato ghanese: 1

Asante Kotoko: 1969

#### Competizioni internazionali
- CAF Champions League: 1

Asante Kotoko: 1970